# Corynoptera assimilis
Corynoptera assimilis är en tvåvingeart som beskrevs av Menzel 2005. Corynoptera assimilis ingår i släktet Corynoptera och familjen sorgmyggor.
Artens utbredningsområde är Kanarieöarna. Inga underarter finns listade i Catalogue of Life.